# Hadena impressa
Hadena impressa là một loài bướm đêm trong họ Noctuidae.